# 马索涅
马索涅（法語：Massognes，法語發音：[masɔɲ]）是法国新阿基坦大区维埃纳省的一个市镇，属于普瓦捷区。

## 地理
马索涅（46°44'30"N, 0°3'42"E）面积13.59 平方千米，位于法国新阿基坦大区维埃纳省，该省份为法国中西部省份，北起曼恩-卢瓦尔省和安德尔-卢瓦尔省，西接德塞夫勒省，南至夏朗德省，东南接上维埃纳省，东临安德尔省。
与马索涅接壤的市镇（或旧市镇、城区）包括：杜村、克朗、屈翁、迈松讷沃、武扎耶。

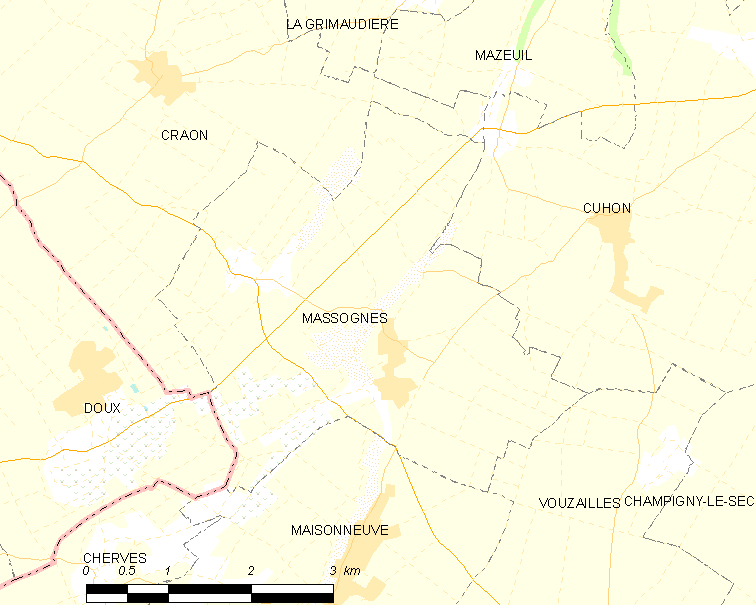
马索涅的OSM定位图

马索涅的时区为UTC+01:00、UTC+02:00（夏令时）。

## 行政
马索涅的邮政编码为86170，INSEE市镇编码为86150。

## 政治
马索涅所属的省级选区为米涅-欧桑斯县。

## 人口

1962-2008年间马索涅人口变化图示

马索涅于2022年1月1日时的人口数量为271人。